# NGC 1873
NGC 1873 est un amas ouvert associé à une nébuleuse en émission situé dans la constellation de la Dorade. Cet amas et cette nébuleuse sont situés dans le Grand Nuage de Magellan. NGC 1873 a été découvert par l'astronome écossais James Dunlop en 1826.
NGC 1873 fait partie d'une association triple avec NGC 1869 et NGC 1871.